# Chasselas (cépage)
 (juillet 2023).
Si vous disposez d'ouvrages ou d'articles de référence ou si vous connaissez des sites web de qualité traitant du thème abordé ici, merci de compléter l'article en donnant les références utiles à sa vérifiabilité et en les liant à la section « Notes et références ».
Pour les articles homonymes, voir chasselas.
Le chasselas est un cépage blanc d'origine incertaine, largement cultivé à travers le monde et principalement utilisé pour l'élaboration du vin, mais également consommé comme raisin de table.

## Origine
L'origine du chasselas est un sujet de débat parmi les experts. Certaines sources suggèrent que le cépage aurait pu être importé d'Égypte ou de Turquie, tandis que d'autres soutiennent qu'il est originaire de Bourgogne ou de Suisse,. Les premières mentions du chasselas remontent aux XVIe et XVIIe siècles, et on le trouve principalement en Allemagne, en France et en Suisse à cette époque.
En se basant sur des études génétiques, il est conclu que l'origine orientale du chasselas est improbable. Ces études ont également révélé des similitudes génétiques entre le chasselas et la majorité des vieux cépages de l'Arc alpin. En combinant ces données génétiques avec les références historiques, les analyses génétiques effectuées en 2009 dans un laboratoire de l'université de Dieppe concluent que le chasselas provient vraisemblablement de l'Arc lémanique, plus probablement dans le canton de Vaud, où la plus grande diversité de formes était observée au XIXe siècle.
Les premières mentions du cépage remontent à 1612 dans l'ouvrage Historia Plantarum Universalis de Bauhin, où il est également appelé fendans/fendant (en raison de ses grains qui se fendent sous la pression) ou Lausannois.
En 1654, le nom chasselas apparaît pour la première fois dans un livre de Nicolas de Bonnefons, probablement en référence à la commune de Chasselas en Bourgogne.

## Description
Les rameaux herbacés sont dotés de vrilles très longues, et l'extrémité des jeunes rameaux présentent une densité de poils couchés faible à moyenne.
Les jeunes feuilles arborent une teinte rougeâtre. Les feuilles adultes sont de couleur vert clair, de forme pentagonale à cinq lobes, avec un sinus pétiolaire peu ouvert. Les dents de ces feuilles sont courtes à moyennes par rapport à leur largeur à la base, avec des côtés convexes. La face inférieure des feuilles présente une densité moyenne de poils dressés.
Les baies du chasselas sont rondes.

## Synonymes
On retrouve en Suisse deux types, sélectionnés pour divers usages, tant pour la production de vin que pour la consommation de table, le « fendant » et le « giclet ». Le nom vient du fait que les baies se fendent sous la pression des doigts, alors que le giclet fait gicler le jus,.

### Fendant
Le nom « fendant » est mentionné pour la première fois en Suisse en 1716 dans le canton de Vaud.
En Valais central, le chasselas est mentionné lors des vendanges de 1828, et à partir de 1848, le fendant « vaudois » est introduit dans le canton du Valais et se répand sous le nom de fendant, supplantant peu à peu les anciens cépages valaisans.
Au XXe siècle, le canton de Vaud abandonne progressivement le nom de fendant afin de mettre en avant les appellations de villages, telles que Dézaley, Calamin, Épesses, St Saphorin et autres.
Le fendant du Valais obtient son appellation protégée en 1966 et le canton devient le seul canton suisse autorisé à utiliser le terme fendant pour le chasselas.

### Moissac
En France, c'est le chasselas de Moissac qui est le plus renommé, celui-ci bénéficie de l'appellation d'origine contrôlée depuis 1971.

### Thomery
Il existe également le chasselas doré de Thomery qui, grâce à un mode de conservation original, peut être consommé de Noël à avril.

### Autres dénominations
Il est connu sous divers noms, tels que Gutedel et Junker en Allemagne et en Autriche, Féher Fabianzölö en Hongrie, Abélone dans l'Ain, et Mornen Blanc dans le Rhône, parmi d'autres.
Dans le canton de Genève, le nom Perlan est une appellation d'origine controlée utilisée pour désigner le chasselas.

## Caractéristiques

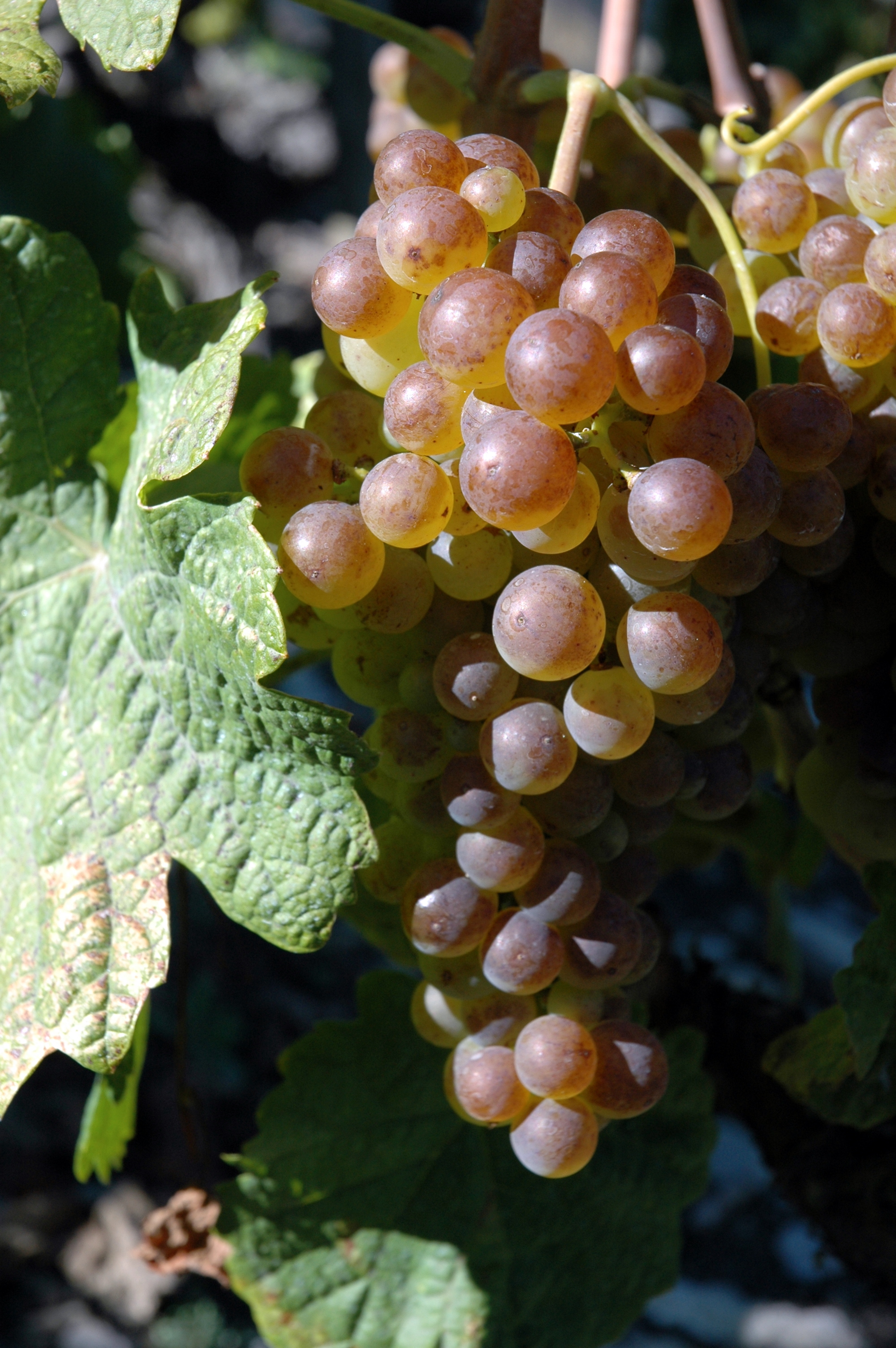
Grappe de chasselas.

### Culturales
Cultivé dans de nombreux vignobles européens, principalement comme raisin de table.
Il préfère les climats frais, les sols calcaires, et les sols moyens à lourds.
Il a une vigueur moyenne à forte.

### Vins produits
On peut en obtenir un vin sec et léger, de couleur jaune clair, parfois perlant (c'est-à-dire très légèrement pétillant).
En Suisse, le chasselas est pendant de nombreuses années le cépage très largement majoritaire dans un grand nombre de vignes, principalement dans les cantons de Vaud et du Valais.
Depuis les années 1980, il est en perte de vitesse au profit du pinot gris, du chardonnay et surtout des cépages rouges, dans les régions où il donnait naissance à des vins d'apéritif légers et sans réelle personnalité. Il est vrai que la production de vin, en Suisse romande notamment, s'est largement diversifiée. On ne trouve pas moins de cinquante-quatre cépages différents (blanc ou rouge). Dans les grands crus de Féchy, Mont-sur-Rolle, Épesses, Dézaley, Calamin, Yvorne ou Aigle, le chasselas reste le cépage roi. En Valais, Chamoson, Fully, Martigny, Salquenen et Sion produisent des fendants de grande classe prisés des gastronomes ; il y garde une place importante.
Dans le canton de Vaud, le chasselas est historiquement valorisé pour son terroir plutôt que pour son cépage. Les bouteilles de chasselas vaudois portent en premier le nom de leur terroir (Féchy, Mont-sur-Rolle, Vinzel, Morges, Dézaley, Villette, Épesses, Aigle, Yvorne, etc.). Le nom du cépage (chasselas) étant évident pour ces terroirs, il est fréquemment omis sur l'étiquette, chose inhabituelle dans la viticulture suisse. Le canton du Valais valorise quant à lui principalement le cépage, car il bénéficie depuis 1966 de l'appellation protégée « fendant », réservée au canton et qui signale donc automatiquement son origine.
Dans le canton de Neuchâtel, il retrouve un second souffle avec la récente mise sur le marché du non filtré, vin nouveau, mais pas vin primeur. Il est légèrement trouble et peut se conserver une année, voire plus. Même en perte de vitesse, il reste nettement le cépage blanc le plus cultivé en Suisse avec 3 656 hectares en 2019, soit 57 % de la surface plantée en blanc, ou encore 25 % de la surface totale du vignoble helvétique.
Exception faite du vin d'Alsace, le vin de chasselas est un vin de terroir et non de cépage.
Ce cépage est également utilisé dans l'élaboration des vins d'appellation Pouilly sur Loire dans la Nièvre.

### Dégustation et gastronomie
Il est discret au bouquet, fin et puissant en bouche. Le chasselas accompagne les poissons maigres, notamment, perche, féra et truite. Sur une volaille, sont adaptés un Aigle, un Épesses, un Saint-Saphorin ou un Yvorne.
Les chasselas de ces grands crus sont de longue garde (30 ans) sur des millésimes tels que 1971 (*****), 1976 (***), 1989 (***), 2000 (****), 2001 (*****) ou 2006 (*****).
Dans les bonnes régions viticoles de Suisse romande, le chasselas produit des vins fins, puissants et corsés, longs en bouche et très marqués par le terroir.
Il est apprécié à l'apéritif ou pour accompagner les mets au fromage typiquement suisses, tels que la fondue ou la raclette.
Le chasselas est un cépage qui s'exprime en premier par sa minéralité. Il est fortement influencé par son terroir, son profil aromatique et gustatif sera sensiblement différent selon où sont cultivées les vignes.

## Classification
Le chasselas B est un cépage très précoce.
En France, il sert de référence pour le degré de maturité. On dit qu'un cépage est à maturité X jours ou N semaines avant ou après le chasselas.